# Michel Hausser
Pour les articles homonymes, voir Hausser.
Michel Hausser, né le 7 février 1927 à Colmar (Haut-Rhin) et mort le 25 janvier 2024 à Munster (Haut-Rhin),, est un vibraphoniste et accordéoniste français de jazz. Il joue du bebop avec des lignes directement héritées de celles de Milt Jackson.

## Biographie
Michel Hausser naît à Colmar le 7 février 1927. Son père y est instituteur. En 1935, la famille Hausser s’installe à Munster.
Initié au piano par son père, il devient musicien professionnel en 1947 à Strasbourg où il est nommé professeur à l’Académie d’Accordéon Oscar Dhiebolt. En 1949, il forme son premier orchestre avec lequel il effectue une tournée en Europe et en Afrique du Nord. Trois ans plus tard, il s’installe au quartier latin à Paris, le cœur musical de la capitale. Il y donne des concerts avec le violoniste Stéphane Grappelli et au club de jazz Le chat qui pêche. En 1954, il rencontre Milt Jackson qu’il considère comme étant le plus grand vibraphoniste américain.
En 1958, Michel Hausser est désigné par les critiques 1er vibraphoniste européen. L'auteur Bill Coleman le considère avec Geo Daly et Dany Doriz comme l'un des trois meilleurs vibraphonistes français de cette période et dont le style s'inspire de celui de Milt Jackson. Il réalise ses premiers enregistrements avec des vedettes américaines. En 1967, il devient Président de la Branche Syndicale des Musiciens de Jazz et de Variétés de France.
En 1969, Michel Hausser retourne en Alsace. Il crée l'Académie d'accordéon Michel Hausser à Munster et à Colmar. Il est sociétaire définitif de la SACEM avec plus de 200 œuvres déclarées, dont plusieurs musiques de films.
Il dirige depuis 20 ans son Jazz Trio avec Werner Brum à la contrebasse et Bernard Hertrich à la guitare ainsi que le Michel Hausser Regio Jazz Group, un septette composé de solistes français, allemands et suisses.
Michel Hausser crée en 1988 le Jazz festival de Munster dont il est le directeur artistique jusqu'en 2008.

## Distinctions

### Récompenses
Michel Hausser obtient un Bretzel d'or le 6 octobre 2007 à Saverne.
Son engagement dans le domaine de l’enseignement de l’accordéon en France lui vaut de recevoir de la Fédération allemande d’Accordéon les trois plus hautes distinctions, les médailles Hugo Herrmann, Hermann Schittenhelm et Rudolf Wurthner.

### Décorations
- Officier de l'ordre des Arts et des Lettres (2015). Il est promu au grade d'officier par l'arrêté du 13 février 2015[5]. Il était chevalier de l'ordre depuis 1999.
- Chevalier de l'ordre national du Mérite (2 mai 2012)[6].